# 临港街道 (江阴市)
临港街道是中华人民共和国江蘇省無錫市江阴市短暂设置的一个街道。
2013年3月25日成立，其下辖行政区划合并自利港镇、夏港街道和申港街道。2017年10月，撤消。